# Елбльонг
Ѐлбльонг (на полски: Elbląg; на немски: Elbing; на пруски: Elbings) е град в североизточна Полша, Варминско-мазурско войводство. Административен център е на Елбльонгски окръг и на Елбльонгска община, без да е част от тях. Самият град е обособен в отделен окръг с площ 79,82 км2.

## География
Елбльонг се намира в северозападната част на войводството. Той е речно пристанище, разположено край десния бряг на река Елбльонжка, на 10 километра от вливането ѝ във Висланския залив.

## История
Елбльонг е основан от кръстоносците от Тевтонския орден през 1237 година на мястото на старо селище. Старото име на областта, в която се намира града е Погезания.

## Население
Населението на града възлиза на 120 895 души (2017 г.). Гъстотата е 1515 души/км2.
Демография:
- 1337 – 1500 души
- 1594 – 30 000 души
- 1939 – 85 952 души
- 1946 – 20 924 души
- 1950 – 48 112 души
- 1960 – 76 513 души
- 1970 – 90 051 души
- 1980 – 110 221 души
- 1990 – 126 056 души
- 2000 – 130 160 души
- 2009 – 126 432 души
- 2017 – 120 895 души

## Фотогалерия
- Брама Таргова
- Старият град
- Река „Елбльонжка“